# Pat Quinn (politicus)
Patrick Joseph (Pat) Quinn (Hinsdale (Illinois), 16 december 1948) is een Amerikaans politicus van de Democratische Partij. Tussen 2009 en 2015 was hij gouverneur van de Amerikaanse staat Illinois. Daarvoor was hij de luitenant-gouverneur van Illinois van 2007 tot 2009 onder Rod Blagojevich. Quinn werd gouverneur van Illinois nadat Blagojevich werd afgezet door de Senaat van Illinois.

## Levensloop
Quinn studeerde in 1971 af aan de Georgetown University, waar hij een Bachelor of Arts behaalde. Later behaalde hij in 1980 ook een Juris Doctor aan de Northwestern University.
Voordat Quinn de politiek inging werkte hij als belastingagent. Hij werd aan het einde van de jaren zeventig politiek actief als assistent van gouverneur Daniel Walker. Hij viel op met zijn voorstel om de grondwet van Illinois te wijzigen. Met zijn plan zou het publiek meer macht krijgen door middel van referenda. Het Hooggerechtshof van Illinois oordeelde echter dat het plan zelf ongrondwettelijk was en daarom niet kon worden gerealiseerd.
Zijn eerste politieke succes behaalde hij in 1980 met een amendement waardoor het aantal leden van het Huis van Afgevaardigden van Illinois van 177 tot 118 werd teruggebracht. Dit leverde hem ook meer vijanden op omdat sommige politici hun zetel zagen verdwijnen als gevolg van zijn plannen.
Quinn werd in 1982 gekozen in het Cook County Board of Tax Appeals. In 1986 stelde hij zich verkiesbaar als minister van Financiën van Illinois, maar werd niet verkozen. In 1990 stelde hij zich nogmaals verkiesbaar voor de post van minister van Financiën en werd ditmaal wel gekozen. Hij vervulde een termijn en trad in 1995 af. In 1996 bleek ook dat hij nationale ambitie had en stelde zich verkiesbaar voor de vrijkomende zetel van senator Paul Simon. Hij verloor in de Democratische voorverkiezingen echter van Dick Durbin. In 1998 stelde hij zich verkiesbaar voor het luitenant-gouverneurschap, maar verloor deze verkiezingen van Mary Lou Kearns. Aanvankelijk accepteerde hij de uitslag niet en stelde dat er sprake was van verkiezingsfraude. Na een paar weken besloot hij toch niet om hertelling van de stemmen te vragen en schaarde zich achter Kearns.
In maart 2002 stelde Quinn zich opnieuw verkiesbaar voor de post van luitenant-gouverneur en won ditmaal de voorverkiezingen wel. Hij trok daarna op als de running mate van Rod Blagojevich. (In Illinois worden de voorverkiezingen voor de post van gouverneur en luitenant-gouverneur apart gehouden, maar daarna staan beide kandidaten wel op een biljet). Zij werden gekozen en Quinn werd dus luitenant-gouverneur. Zijn relatie met Blagojevich was niet heel goed.
Op 29 januari 2009 werd Rod Blagojevich afgezet en ontheven uit zijn functie door een stemming in de Senaat van Illinois van 59 stemmen voor en 0 tegen. Quinn werd op dezelfde dag geïnaugureerd als de 41e gouverneur van de staat Illinois. Anders dan Blagojevich, die vooral buitenshuis werkte, besloot Quinn het gouverneurshuis in Springfield wel te betrekken. Hij werkte vooral vanuit zijn kantoor in het Illinois State House.
Als gouverneur was hij voorstander van veel investeringen in de economie om deze weer op gang te krijgen en mensen aan het werk te krijgen. Hij ondertekende in juli 2009 wetgeving waardoor 29 miljard dollar geïnvesteerd zou worden in de infrastructuur, het onderwijs en andere grote projecten. Tegelijkertijd probeerde hij iets te doen aan het begrotingstekort van de staat door de inkomensbelastingen met 2 procent te verhogen. In 2011 steeg de inkomensbelasting nogmaals met 2 procent. De belasting voor bedrijven steeg met 2,2 procent.
Quinn riep Ronald Burris in februari 2009 op om zijn Senaatszetel op te geven, maar staakte zijn oproepen nadat hij door verschillende prominente personen van Afro-Amerikaanse afkomst was gedreigd dat het voor hemzelf bij de volgende verkiezingen ook gevolgen zou hebben als hij daarmee doorging.
Bij de gouverneursverkiezingen in 2010 werd Quinn verkozen voor een nieuwe volledige termijn van vier jaar. Hij versloeg nipt zijn Republikeinse opponent Bill Brady. Vier jaar later hoopte Quinn nogmaals verkozen te worden, maar slaagde daar ditmaal niet in. Hij verloor de gouverneursverkiezingen in 2014 met enkele procenten verschil van Bruce Rauner van de Republikeinse Partij. Rauner nam het gouverneurschap van Illinois op 12 januari 2015 van Quinn over. 
- Gemeinsame Normdatei: 1190135493
- International Standard Name Identifier: 0000 0000 3861 8974
- Library of Congress Control Number: n88159382
- Nationale Bibliotheek van Israël: 987007442223105171
- Virtual International Authority File: 48321726
- WorldCat: E39PBJc3GKvTHdfx49cjVWH6Kd